# Jenny Klinge

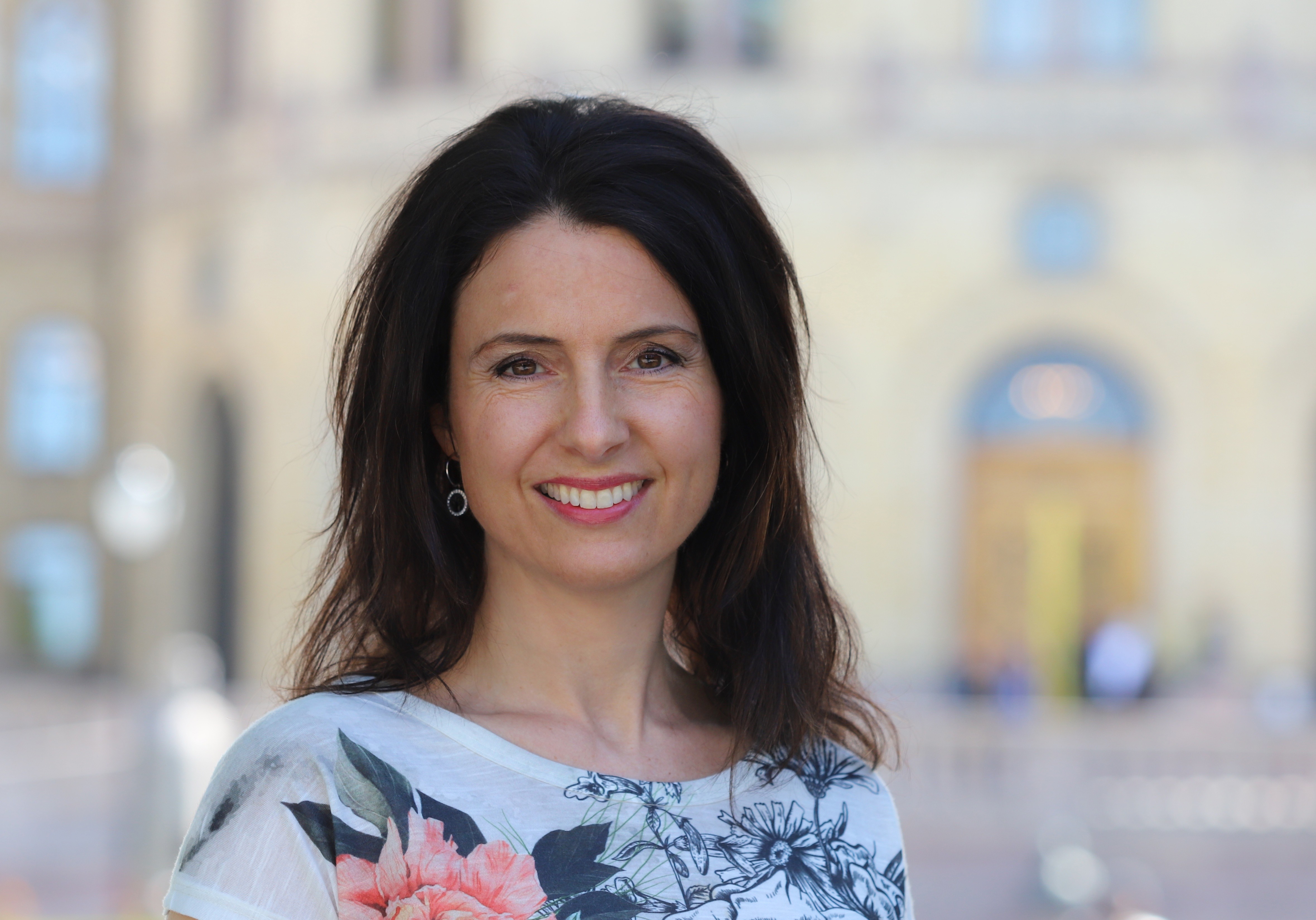
Jenny Klinge, 2020

Jenny Klinge (* 28. November 1975 in Surnadal) ist eine norwegische Politikerin der Senterpartiet (Sp). Seit 2009 ist sie Abgeordnete im Storting.

## Leben
Klinge wuchs in der Kommune Surnadal auf. Nach dem Abschluss der weiterführenden Schule studierte sie von 1995 bis 1999 unter anderem Soziologie, Deutsch und Geschichte. Klinge arbeitete in den Jahren 1998 bis 2000 als Lehrerin für Fremdsprachler in der Kommune Halsa und von 1999 bis 2000 als Flüchtlingsberaterin in Surnadal. Ab 2002 war sie selbstständig tätig. Klinge saß zwischen 1999 und 2007 im Kommunalparlament von Surnadal, ab 2003 fungierte sie dabei als stellvertretende Bürgermeisterin der Kommune. Von 2003 bis 2007 war sie außerdem Abgeordnete im Fylkesting von Møre og Romsdal.
Bei der Parlamentswahl 2009 zog Klinge erstmals in das norwegische Nationalparlament Storting ein. Dort vertritt sie den Wahlkreis Møre og Romsdal und sie wurde zunächst Mitglied im Justizausschuss. Dort verblieb sie auch nach der Wahl 2013 und im Anschluss an die Stortingswahl 2017 übernahm sie den stellvertretenden Vorsitz des Ausschusses. Nach der Parlamentswahl 2021 wechselte sie in den Wirtschaftsausschuss. Im April 2024 gab sie bekannt, dass sie bei der Parlamentswahl 2025 nicht erneut kandidieren wolle.
Im Januar 2021 gab sie das Buch Dønn distré heraus.

## Positionen
Klinge sprach sich wiederholt für ein Verbot von Beschneidungen von Jungen aus. Sie äußerte wiederholt, dass es bei Menschen nur zwei Geschlechter gebe. So gab sie an, dass es zwar juristisch möglich sei, dass Männer Kinder gebären, dies aber kein biologisches Wunder sei, sondern weiterhin der Körper einer Frau, der das Kind auf die Welt bringe. Beiträge, in denen sie die Geschlechter von Menschen mit denen von Hühnern und Rindern verglich, erzeugten wiederholt Medienaufmerksamkeit und führten teils auch zu parteiinterner Kritik.
Im Juli 2020 kritisierte sie die Veganerorganisation Norsk vegansamfunn dafür, dass sie ein Gesuch für die Anerkennung als Glaubens- oder Lebenanschauungsgemeinschaft stellte.

## Werke
- 2021: Dønn distré. Sparacus Forlag